# GW151226
GW151226 est le nom du signal attribué à la deuxième observation directe d’ondes gravitationnelles annoncée le 15 juin 2016 par les laboratoires LIGO et Virgo. La détection a été faite le 26 décembre 2015 à 3 h 38 min 53 s UTC sur les deux sites américains jumeaux LIGO construits en Louisiane et dans l’État de Washington à trois mille kilomètres de distance.
Le signal est issu de la fusion d'un trou noir binaire, comme pour GW150914. Les deux trous noirs de masses respectives 14,2+8,3
 −3,7 et 7,5+2,3
 −2,3 masses solaires ont fusionné en un trou noir de 20,8+6,1
 −1,7 masses solaires.